# Liste des titres musicaux numéro un en France en 1970
Cette page liste les singles classés n°1 des ventes de disques en France durant l'année 1970.

## Numéros un par semaine

### Classement des singles
| Semaine | Sortie       | Artiste               | Titre                             |
| ------- | ------------ | --------------------- | --------------------------------- |
| 1       | 3 janvier    | Jean-François Michaël | Adieu jolie Candy                 |
| 2       | 10 janvier   | Jean-François Michaël | Adieu jolie Candy                 |
| 3       | 17 janvier   | Jean-François Michaël | Adieu jolie Candy                 |
| 4       | 24 janvier   | Jean-François Michaël | Adieu jolie Candy                 |
| 5       | 31 janvier   | Jean-François Michaël | Adieu jolie Candy                 |
| 6       | 7 février    | Joe Dassin            | C'est la vie, Lily                |
| 7       | 14 février   | Joe Dassin            | C'est la vie, Lily                |
| 8       | 21 février   | Joe Dassin            | C'est la vie, Lily                |
| 9       | 28 février   | Aphrodite's Child     | It's Five O'Clock                 |
| 10      | 7 mars       | Aphrodite's Child     | It's Five O'Clock                 |
| 11      | 14 mars      | Aphrodite's Child     | It's Five O'Clock                 |
| 12      | 21 mars      | Aphrodite's Child     | It's Five O'Clock                 |
| 13      | 28 mars      | Aphrodite's Child     | It's Five O'Clock                 |
| 14      | 4 avril      | Mike Brant            | Laisse-moi t'aimer                |
| 15      | 11 avril     | Mike Brant            | Laisse-moi t'aimer                |
| 16      | 18 avril     | Mike Brant            | Laisse-moi t'aimer                |
| 17      | 25 avril     | Mike Brant            | Laisse-moi t'aimer                |
| 18      | 2 mai        | Mike Brant            | Laisse-moi t'aimer                |
| 19      | 9 mai        | Mike Brant            | Laisse-moi t'aimer                |
| 20      | 16 mai       | Mike Brant            | Laisse-moi t'aimer                |
| 21      | 23 mai       | Mike Brant            | Laisse-moi t'aimer                |
| 22      | 30 mai       | Johnny Hallyday       | Jésus Christ                      |
| 23      | 6 juin       | Johnny Hallyday       | Jésus Christ                      |
| 24      | 13 juin      | Johnny Hallyday       | Jésus Christ                      |
| 25      | 20 juin      | Rare Bird             | Sympathy                          |
| 26      | 27 juin      | Rare Bird             | Sympathy                          |
| 27      | 4 juillet    | Rare Bird             | Sympathy                          |
| 28      | 11 juillet   | Rare Bird             | Sympathy                          |
| 29      | 18 juillet   | Rare Bird             | Sympathy                          |
| 30      | 25 juillet   | Mungo Jerry           | In the Summertime                 |
| 31      | 1er août     | Mungo Jerry           | In the Summertime                 |
| 32      | 8 août       | Mungo Jerry           | In the Summertime                 |
| 33      | 15 août      | Mungo Jerry           | In the Summertime                 |
| 34      | 22 août      | Mungo Jerry           | In the Summertime                 |
| 35      | 29 août      | Mungo Jerry           | In the Summertime                 |
| 36      | 5 septembre  | Mungo Jerry           | In the Summertime                 |
| 37      | 12 septembre | Marc Hamilton         | Comme j'ai toujours envie d'aimer |
| 38      | 19 septembre | Marc Hamilton         | Comme j'ai toujours envie d'aimer |
| 39      | 26 septembre | Marc Hamilton         | Comme j'ai toujours envie d'aimer |
| 40      | 3 octobre    | Marc Hamilton         | Comme j'ai toujours envie d'aimer |
| 41      | 10 octobre   | Marc Hamilton         | Comme j'ai toujours envie d'aimer |
| 42      | 17 octobre   | Mungo Jerry           | In the Summertime                 |
| 43      | 24 octobre   | Mungo Jerry           | In the Summertime                 |
| 44      | 31 octobre   | Johnny Hallyday       | Deux amis pour un amour           |
| 45      | 7 novembre   | Cat Stevens           | Lady d'Arbanville                 |
| 46      | 14 novembre  | Cat Stevens           | Lady d'Arbanville                 |
| 47      | 21 novembre  | Cat Stevens           | Lady d'Arbanville                 |
| 48      | 28 novembre  | Cat Stevens           | Lady d'Arbanville                 |
| 49      | 5 décembre   | Michel Sardou         | J'habite en France                |
| 50      | 12 décembre  | Michel Sardou         | J'habite en France                |
| 51      | 19 décembre  | Poppys                | Noël 70                           |
| 52      | 26 décembre  | Poppys                | Noël 70                           |